# Stenalia cechovskyi
Stenalia cechovskyi es una especie de coleóptero de la familia Mordellidae.

## Distribución geográfica
Habita en Malasia.